# Nationale Frauen-Fußball-Meisterschaft 2008
Die Nationale Frauen-Fußball-Meisterschaft 2008 war die 6. Austragung des Fußball-Pokalwettbewerbs für südkoreanische Vereinsmannschaften der Frauen.
Das Pokalturnier begann am 22. Juli 2008 und endete am 31. Juli 2008. Die Spiele werden in Gyeongnam, im Stadtteil Habcheon, im Habcheon-Sportcenter ausgetragen. 

## Teilnehmende Mannschaften
Am Pokalturnier nahmen die vier Mannschaften Gyeongnam Daekyo Kangerous WFC, Incheon INI Steel WFC, Chungnam Ilhwa Chunma WFC und Seoul WFC teil.

### Qualifikation
Das Qualifikationsspiel wurde am 22. Juli 2008 ausgetragen.
|                       | Ergebnis |                       |
| --------------------- | -------- | --------------------- |
| Kangjin Guncheong WFC | 0:5      | Incheon INI Steel WFC |

## Gruppenphase
| Pl. | Verein                             | Sp. | S | U | N | Tore    | Diff. | Punkte |
| --- | ---------------------------------- | --- | - | - | - | ------- | ----- | ------ |
| 1.  | Incheon INI Steel WFC              | 3   | 2 | 1 | 0 | 004:000 | +4    | 07     |
| 2.  | Chungnam Ilhwa Chunma WFC (P)      | 3   | 2 | 0 | 1 | 002:100 | +1    | 06     |
| 3.  | Gyeongnam Daekyo Kangerous WFC (P) | 3   | 1 | 1 | 1 | 002:200 | ±0    | 04     |
| 4.  | Suwon FMC WFC                      | 3   | 0 | 0 | 3 | 001:600 | −5    | 0      |

| 25. Juli 2008                  |     |                                |
| Chungnam Ilhwa Chunma WFC      | 0:1 | Incheon INI Steel WFC          |
| 25. Juli 2008                  |     |                                |
| Suwon FMC WFC                  | 1:2 | Gyeongnam Daekyo Kangerous WFC |
| 28. Juli 2008                  |     |                                |
| Incheon INI Steel WFC          | 3:0 | Suwon FMC WFC                  |
| 28. Juli 2008                  |     |                                |
| Gyeongnam Daekyo Kangerous WFC | 0:1 | Chungnam Ilhwa Chunma WFC      |
| 31. Juli 2008                  |     |                                |
| Gyeongnam Daekyo Kangerous WFC | 0:0 | Incheon INI Steel WFC          |
| 31. Juli 2008                  |     |                                |
| Suwon FMC WFC                  | 0:1 | Chungnam Ilhwa Chunma WFC      |